# アタック!
『アタック!』は、神崎裕、高橋みずなによる日本の漫画作品。

## 概要
『なかよし』（講談社）2004年8月号、9月号および11月号にて掲載された。
女子バレーボールアテネオリンピック日本代表チームを題材とした作品だった。

## 書誌情報
神崎裕、高橋みずな 『アタック!』 講談社〈講談社コミックスなかよし〉、全1巻
- 1巻、2004年12月4日発行、ISBN 4-06-364068-X